# Groupe SPD au Bundestag
Le groupe SPD au Bundestag (SPD-Bundestagsfraktion) est le groupe parlementaire réunissant l'ensemble des députés fédéraux au Bundestag (Mitglieder des Deutschen Bundestages) membres du Parti social-démocrate d'Allemagne (SPD).

## Historique

### Politique
Ce groupe existe depuis les premières élections législatives de la République fédérale d'Allemagne, le 14 août 1949.
Il a été le premier groupe du Bundestag par ordre d'importance de 1972 à 1976, de 1998 à 2005 et de 2021 à 2025. Il constitue de ce fait le seul groupe à avoir dirigé une coalition gouvernementale en étant le second par ordre d'importance. Dans l'opposition de 1949 à 1966, de 1982 à 1998, puis de 2009 à 2013, il détient le record de longévité, que ce soit en nombre d'années ou de législatures, dans cette situation.
Depuis les élections législatives fédérales de 2025, il est dirigé par Matthias Miersch, et compte 120 députés sur 630.

### Compositions
| Année | Législature      | Députés   | %     | Président                                                                       | Vice-président du Bundestag                                                                              | Président du Bundestag |
| ----- | ---------------- | --------- | ----- | ------------------------------------------------------------------------------- | --- | ---------------------- |
| 1949  | 1re              | 130 / 401 | 32,42 | Kurt Schumacher (jusqu'au 20/08/1952) Erich Ollenhauer (à partir du 07/10/1952) | Carlo Schmid                                                                                             |                        |
| 1953  | 2e               | 153 / 497 | 30,78 | Erich Ollenhauer                                                                | Carlo Schmid                                                                                             |                        |
| 1957  | 3e               | 168 / 497 | 33,80 | Erich Ollenhauer                                                                | Carlo Schmid                                                                                             |                        |
| 1961  | 4e               | 191 / 499 | 32,28 | Erich Ollenhauer (jusqu'au 14/12/1961) Fritz Erler (à partir du 03/03/1964)     | Carlo Schmid Erwin Schoettle                                                                             |                        |
| 1965  | 5e               | 201 / 496 | 40,52 | Fritz Erler (jusqu'au 22/02/1967) Helmut Schmidt (à partir du 14/03/1967)       | Carlo Schmid (jusqu'au 01/12/1966) Karl Mommer Erwin Schoettle                                           |                        |
| 1969  | 6e               | 222 / 496 | 44,76 | Herbert Wehner                                                                  | Carlo Schmid                                                                                             |                        |
| 1972  | 7e               | 228 / 496 | 45,97 | Herbert Wehner                                                                  | Hermann Schmitt-Vockenhausen                                                                             | Annemarie Renger       |
| 1976  | 8e               | 214 / 496 | 43,15 | Herbert Wehner                                                                  | Annemarie Renger Hermann Schmitt-Vockenhausen (jusqu'au 02/08/1979) Georg Leber (à partir du 12/09/1979) |                        |
| 1980  | 9e               | 215 / 497 | 43,26 | Herbert Wehner                                                                  | Annemarie Renger Georg Leber                                                                             |                        |
| 1983  | 10e              | 192 / 497 | 38,63 | Hans-Jochen Vogel                                                               | Annemarie Renger Heinz Westphal                                                                          |                        |
| 1987  | 11e              | 186 / 497 | 37,42 | Hans-Jochen Vogel                                                               | Annemarie Renger Heinz Westphal                                                                          |                        |
| 1987  | 11e (03/10/1990) | 226 / 663 | 34,09 | Hans-Jochen Vogel                                                               | Annemarie Renger Heinz Westphal                                                                          |                        |
| 1990  | 12e              | 239 / 662 | 36,10 | Hans-Jochen Vogel (jusqu'au 12/09/1991) Hans-Ulrich Klose                       | Helmuth Becker Renate Schmidt                                                                            |                        |
| 1994  | 13e              | 251 / 672 | 37,35 | Rudolf Scharping                                                                | Hans-Ulrich Klose                                                                                        |                        |
| 1998  | 14e              | 293 / 666 | 43,99 | Peter Struck (jusqu'au 25/07/2002) Ludwig Stiegler                              | Anke Fuchs                                                                                               | Wolfgang Thierse       |
| 2002  | 15e              | 249 / 601 | 41,43 | Franz Müntefering                                                               | Susanne Kastner                                                                                          | Wolfgang Thierse       |
| 2005  | 16e              | 221 / 611 | 36,17 | Franz Müntefering (jusqu'au 21/11/2005) Peter Struck                            | Wolfgang Thierse Susanne Kastner                                                                         |                        |
| 2009  | 17e              | 146 / 620 | 23,55 | Frank-Walter Steinmeier                                                         | Wolfgang Thierse                                                                                         |                        |
| 2013  | 18e              | 193 / 631 | 30,59 | Frank-Walter Steinmeier (jusqu'au 16/12/2013) Thomas Oppermann                  | Edelgard Bulmahn Ulla Schmidt                                                                            |                        |
| 2017  | 19e              | 153 / 709 | 21,58 | Andrea Nahles (jusqu'au 04/06/2019) Rolf Mützenich                              | Thomas Oppermann Dagmar Ziegler                                                                          |                        |
| 2021  | 20e              | 206 / 736 | 27,99 | Rolf Mützenich                                                                  | Aydan Özoğuz                                                                                             | Bärbel Bas             |
| 2025  | 21e              | 120 / 630 | 19,05 | Lars Klingbeil (jusqu'au 07/05/2025) Matthias Miersch                           | Josephine Ortleb                                                                                         |                        |